# Seigneux
Seigneux es una localidad y antigua comuna suiza del cantón de Vaud, situada en el distrito de Broye-Vully.

## Historia
La comuna hizo parte hasta el 31 de diciembre de 2007 del distrito de Payerne, círculo de Granges-près-Marnand. Desde el 1 de julio de 2011 entró en vigor la fusión de la comuna de Seigneux con las comunas de Cerniaz, Combremont-le-Grand, Combremont-le-Petit, Granges-près-Marnand, Marnand, Sassel y Villars-Bramard en la nueva comuna de Valbroye.

## Geografía
Seigneux se encuentra situada en la meseta suiza, en la región del valle del río Broye. La antigua comuna limitaba al norte con la comuna de Henniez, al este con Cerniaz, al sureste con Villars-Bramard, al sur con Dompierre, al suroeste con Curtilles y Lucens, y al oeste con Villeneuve (FR).